# Gipsplattenkartell
Beim so genannten Gipsplattenkartell handelt es sich laut Untersuchungen der EU-Kommission um vier Baustoffkonzerne, die bis zum Jahr 1997 unerlaubte Absprachen im Bereich der Gipskartonplattenherstellung zum Schaden der Kunden getroffen haben.
Nach unangekündigten Buchprüfungen in den Geschäftsräumen der betreffenden Unternehmen im Verlauf des Jahres 1998 wurden folgende Strafen erkannt:
- Über den französischen Zementhersteller Lafarge wurde ein Bußgeld von 249,6 Millionen Euro verhängt;
- der britische Baustoffkonzern BPB (2005 von Saint-Gobain übernommen) wurde zu Zahlungen von 138,6 Mio. Euro verurteilt;
- die deutsche Firma Knauf musste 85,8 Millionen Euro zahlen
- den kleinen Rest von 4 Mio. Euro bezahlte die später zum Kartell gekommene belgische Gyproc

Insgesamt wurde somit am 27. November 2002 ein Bußgeld von ca. 478 Mio. Euro ausgesprochen, da es sich um den seit Jahrzehnten größten Markt der Europäischen Union gehandelt habe, der von der Kommission untersucht worden sei. Immerhin waren die Märkte in Frankreich, dem Vereinigten Königreich, Deutschland und den Benelux-Ländern und somit etwa 80 % der Verbraucher der damaligen EU betroffen.
Da Absprachen zum Schaden von Verbrauchern oder Kunden in der EU verboten sind, können grundsätzlich Strafen bis zur Höhe von 10 % eines Jahresumsatzes ausgesprochen werden.